# Jay Monteith
Jay Waldo Monteith PC (* 24. Juni 1903 in Stratford, Ontario; † 19. Dezember 1981) war ein kanadischer Politiker der Progressiv-konservativen Partei (PC), der 19 Jahre lang Mitglied des Unterhauses war. Zwischen 1957 und 1963 war er Minister für nationale Gesundheit und Wohlfahrt sowie zusätzlich von 1961 bis 1963 Minister für Amateursport im 18. kanadischen Kabinett von Premierminister John Diefenbaker.

## Leben

### Familie, Studium und Kommunalpolitiker

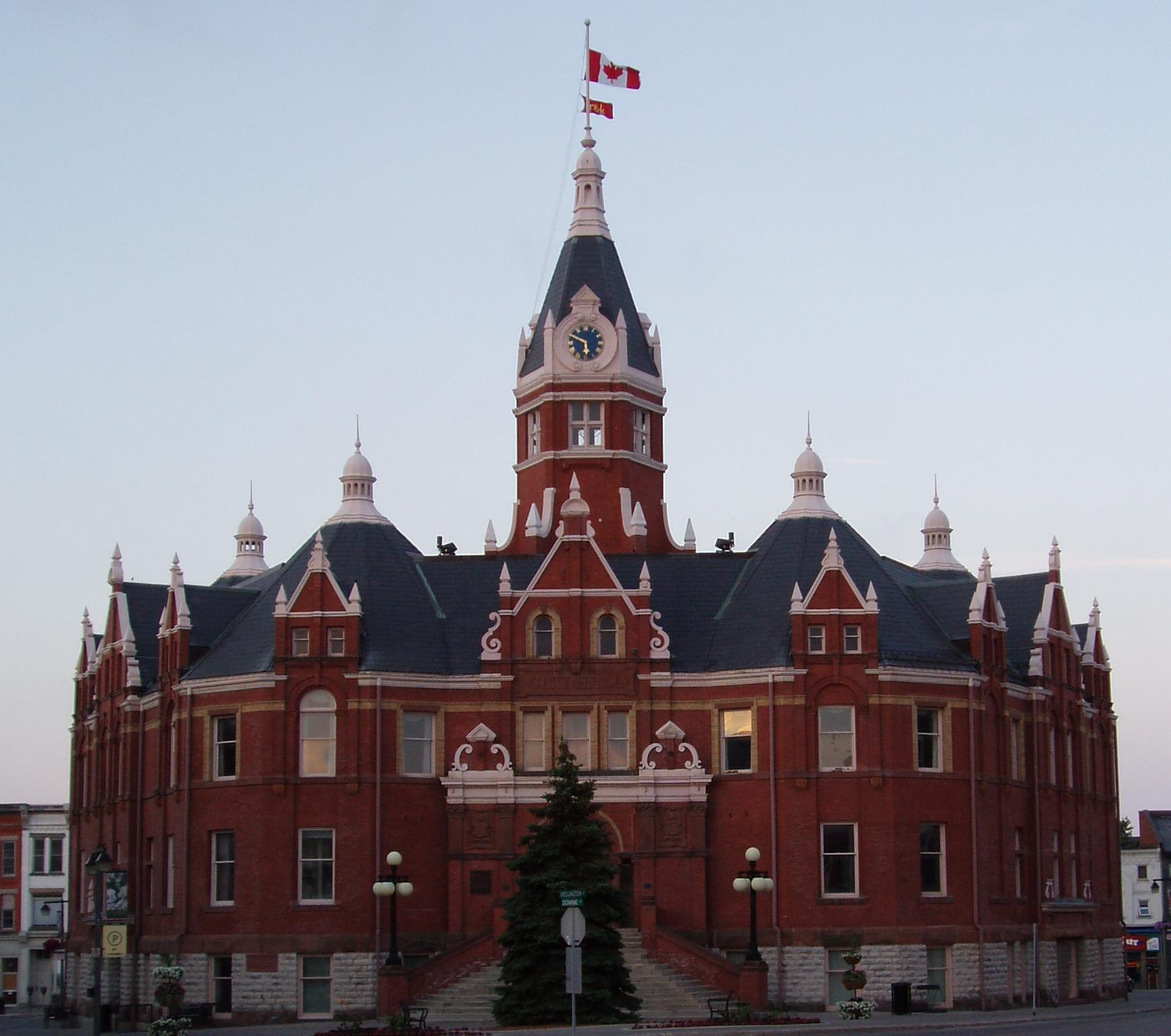
Das Rathaus von Stratford, dessen Bürgermeister Monteith zwischen 1944 und 1945 war

Monteith war der Sohn von Joseph Monteith, der zwischen 1923 und 1934 Mitglied der Legislativversammlung von Ontario sowie während dieser Zeit von 1926 bis 1930 zunächst Schatzmeister und danach zwischen 1930 und 1934 Minister für Arbeit, öffentliche Arbeiten und Fernstraßen der Provinz Ontario war. Sein Großvater Andrew Monteith war zwischen 1867 und 1874 ebenfalls sowie von 1874 bis 1878 Abgeordneter des Unterhauses von Kanada.
Er selbst absolvierte ein Studium der Rechtswissenschaften, das er mit einem Doktor der Rechte (LL.D.) abschloss und war danach als Buchhalter tätig. Als solcher war er Fellow des Canadian Institute of Chartered Accountants. Seine politische Laufbahn begann Monteith in der Kommunalpolitik in seiner Geburtsstadt Stratford, dessen Gemeinderat er von 19439 bis 1941 angehörte und dessen Bürgermeister er zwischen 1944 und 1945 war.

### Unterhausabgeordneter und Bundesminister
Bei der Wahl vom 10. August 1953 wurde Monteith als Kandidat der Progressiv-konservativen Partei erstmals zum Abgeordneten in das Unterhaus gewählt und vertrat in diesem 19 Jahre lang bis zum 29. Oktober 1972 den Wahlkreis Perth.
Am 22. August 1957 wurde er von Premierminister John Diefenbaker in das 18. kanadische Kabinett berufen und war dort bis zum Ende von Diefenbakers Amtszeit am 21. April 1963 Minister für nationale Gesundheit und Wohlfahrt. Zugleich fungierte er zwischen dem 29. September 1961 und dem 21. April 1963 als Minister für Amateursport.
Nach der Niederlage seiner Partei bei der Unterhauswahl vom 8. April 1963 fungierte Monteith zwischen 1953 und 1966 als Sprecher der oppositionellen PC-Fraktion für nationale Gesundheit und Wohlfahrt sowie anschließend von 1966 bis September 1968 als finanzpolitischer Sprecher seiner Fraktion.
Danach war er von 1966 bis September 1968 Vorsitzender des Caucus der Progressiv-konservativen Partei, eine Versammlung der Mitglieder und Anhänger der PC zur Vorwahl von Kandidaten für hohe politische Ämter, und wurde in dieser Funktion von George Hees abgelöst. Zuletzt fungierte Monteith zwischen September 1968 und 1971 wieder als Oppositionssprecher für nationale Gesundheit und Wohlfahrt.